# Dobranoc, mamusiu
Dobranoc, mamusiu – amerykański dramat psychologiczny z 1986 roku na podstawie sztuki Marshy Norman.

## Główne role
- Sissy Spacek - Jessie Cates
- Anne Bancroft - Thelma Cates
- Ed Berke - Dawson Cates
- Carol Robbins - Loretta Cates
- Jennifer Roosendahl - Melodie Cates
- Michael Kenworthy - Kenny Cates
- Sari Walker - Agnes Fletcher

## Fabuła
Jessie Cates jest kobietą w średnim wieku, cierpi na epilepsję, co uniemożliwia jej podjęcie pracy. Choruje też na agorafobię i z tego powodu nie opuszcza domu. Mieszka z matką, jej małżeństwo się rozpadło, a syn-narkoman jest w ciągłym konflikcie z prawem. Jessie nie radzi sobie z codziennością i nie widzi sensu swojego życia. Wieczorem, przed pójściem spać, z dziwnym spokojem informuje matkę, że popełni samobójstwo nim nastanie ranek...

## Nagrody i nominacje
Złote Globy 1986
- Najlepsza aktorka dramatyczna - Anne Bancroft (nominacja)

37. MFF w Berlinie
- Udział w konkursie głównym - Tom Moore